# Encintados
Encintados es una película de comedia romántica peruana-argentina de 2022 dirigida por Gianfranco Quattrini. Narra la historia de una mujer que engaña a un hombre para mantener relaciones sexuales y quedar embarazada para formar una familia con su pareja. Está protagonizada por Magdyel Ugaz, Ximena Palomino y Benjamín Amadeo. La película se estrenó el 26 de mayo de 2022 en las salas de cines de Perú, mientras que en Argentina tuvo su lanzamiento el 10 de noviembre de 2022.

## Sinopsis
Martina quiere ser madre, pero no tiene los recursos económicos para costear una inseminación. Con el apoyo de su novia, durante unas pequeñas vacaciones en Cusco, decide seducir a un turista argentino para que éste la deje embarazada. Cuando el donante involuntario descubre el plan, regresa a Perú para asumir su paternidad y conquistar a Martina.

## Reparto
- Magdyel Ugaz como Sofía
- Ximena Palomino como Martina
- Benjamín Amadeo como Facundo
- Sergio Galliani como Julián
- Job Mansilla como Charly
- Jely Reátegui como Arlette
- Candela Vetrano como Belén
- Victorio D'Alessandro como Ramiro
- Katia Condos como Úrsula
- Luis Ramírez como Inti Gabriel
- Gerardo Pé como Manuel
- Daniel Menacho como Diego
- Joaquín Escobar como Germán
- Alessandra Ottazzi como Motta
- Santiago Suárez como Yeison
- Claudia Centeno como Emma
- Germán Ramírez como Oscar
- Alfonso Dibós como Doctor
- Valentina Saba como Cliente de tienda

## Recepción

### Comentarios de la crítica
En el sitio web Todas las críticas, la película posee una aprobación del 59% basado en 8 reseñas. Alejandro Lingenti de La Nación señaló que «las actuaciones remiten a las comedias familiares televisivas y en algunos pasajes incluso a la publicidad, el tratamiento que se la da en Encintados a asuntos delicados como el consentimiento, la fidelidad y las nuevas configuraciones familiares es poco riguroso». Cristian Domínguez de Nota al pie aseguró que la cinta tiene «un guion poco cómico» y «un elenco de figuras dispares» en el cual Ugaz y Palomino «hacen lo que pueden con un guion que hace agua por todos lados». Pablo O. Scholz de Clarín resaltó que «el filme se aleja de ciertos clisés, y si cae en otros, son precisamente los relacionados con la comedia, no a la relación romántica entre las protagonistas», mientras que Amadeo en su actuación «no desentona» y que le da a su personaje todo lo que le pide.
En una reseña para Cine argentino hoy, Andrea Reyes escribió que «se trata de un guion que aborda una temática delicada con cierta frescura por su tono de comedia» y que «en el argumento hay cierta liviandad al momento de presentar ciertas situaciones mínimamente cuestionables como ser, engañar a una persona para quedar embarazada». Leonardo D'Espósito de la revista Noticias describió que se trata de una «comedia realizada con buen gusto aunque con un poco de recurso televisivo, tiene la virtud de no tomar el discurso políticamente correcto, sino de bucear en las complejidades afectivas y formales de un mundo nuevo».